# Микоян, Алик

группа «Аэробус», слева направо: Игорь Шабловский, Сергей Рудницкий, Алик Микоян, Юрий Антонов, Евгений Маргулис, Виктор Варвалюк

А́лик Микоя́н или Алекс Микоян (Алекса́ндр Степа́нович Микоя́н) (род. 21 февраля 1952, Москва) — советский и российский рок-музыкант и автогонщик. Участник групп «Удачное приобретение», «Группа Стаса Намина», «Машина Времени», «Воскресенье», «Аэробус». Лидер группы «Серебряный рубль». Автогонщик, гоночный инженер. Двоюродный брат Стаса Намина.

## Биография
Родился в 1952 году в Москве.
Отец — Степан Анастасович Микоян (1922—2017) — советский лётчик-испытатель, герой Советского Союза (1975), генерал-лейтенант авиации.
Алик Микоян начал играть в 1967 году. В 4-й московской спецшколе была рок-группа с составом: Алик Микоян, Стас Микоян и Гриша Орджоникидзе. Григорий Орджоникидзе позже стал дипломатом, а Стас Намин стал музыкантом.
Играл в группах «Удачное приобретение», в 1975—1976 год в «Группе Стаса Намина», «Машина времени», «Воскресенье», «Аэробус» Юрия Антонова, «Джем». К моменту создания им «Серебряного рубля» переиграл во всех рок и ритм-н-блюзовых группах Москвы, включая группу «Машина Времени».
Группа «Серебряный рубль» была создана в 1989 году Аликом Микояном (экс. «Машина Времени») для исполнения рок- и блюзовой классики. Но из рока в репертуаре группы остались только песни «Роллинг Стоунз», что, в общем, не противоречит установке на исполнение блюза.